# Ереванская учительская семинария
Ереванская учительская семинария — учебное заведение, действовавшее в Ереване в начале 20 века.

## История

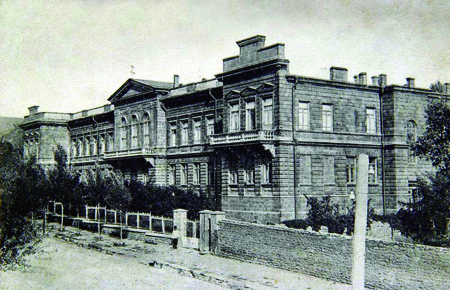

По первым уставам учительских семинарий в учебные заведения такого типа могли приниматься православные юноши старше 16 лет. В 1875 г. «Наставление о учительских семинариях» разрешило мусульманам учиться в семинариях наравне с православными. Ереванская учительская семинария была учреждена в соответствии с решением Государственного совета Российской империи от 20 октября 1880 года. В решении Государственного Совета Российской империи от 20 октября 1880 г., состоявшем из трех статей и постановлений, говорилось:

Открыть по одной Учительской семинарии в Кутаисской и Ереванской губерниях на основании Положения о Учительской семинарии в Империи и Закавказской учительской семинарии.
27 800 рублей передать Кутаисской семинарии и 28 350 рублей Ереванской семинарии на содержание семинарий по государственным проектам.
Торжественное открытие Ереванской учительской семинарии состоялось 8 ноября 1881 года. В семинарии, наряду с другими научными предметами, была запланирована соответствующая штатная единица для преподавания предмета азербайджанского языка (в то время именовался "татарским") и уроков шариата. Согласно сведениям, опубликованным в «Кавказском календаре», Ахунд Мухаммадбагир Газизаде много лет, начиная с 1883 года, преподавал предмет азербайджанского языка и уроки шариата в Ереванской учительской семинарии.
Это учебное заведение, просуществовавшее 37 лет, было закрыто 6 августа 1918 года, одновременно с Ереванской гимназией и школой Улуханлы.
Как и в других семинариях, действовавших на территории империи, обучение в Ереванской учительской семинарии было платным. Лишь определенная часть студентов училась за счет государства. По сведениям 1907 г., из 70 обучавшихся здесь студентов только 20 учились за свой счет. По сведениям, приведенным в номере «Кавказского календаря» за 1913 год, из 128 студентов, обучавшихся в семинарии, 46 были русскими, 37 армянами, 30 азербайджанцами (в то время называемыми "татары"), 6 грузинами и 9 представителями других национальностей.
Ереванская гимназия и школа Улуханлы
Помимо открытия семинарии в 1881 году, в Эреванской губернии произошли еще два важных события. Таким образом, были также созданы Ереванская гимназия и школа Улуханлы нового типа. В июне 1885 года Фиридун-бек Кочерли, выпускник Горийской учительской семинарии, был назначен учителем азербайджанского языка и шариата в Ереванской семинарии. Ф. Кочерли продолжал педагогическую деятельность в этом образовательном центре в течение 10 лет. После окончания в 1887 году Горийской семинарии Джалил Мамедгулузаде был назначен учителем школы Улуханлы, находившейся в управлении народных училищ Еревана и Елизаветполя. Помимо выпускников Горийской учительской семинарии, выпускники Ереванской учительской семинарии также принимали непосредственное участие в создании начальных сельских школ в Елисаветпольской губернии. Ряд молодых азербайджанцев, получивших свое первое педагогическое образование в этой семинарии, продолжили обучение в различных высших учебных заведениях России и Европы и активно участвовали в развитии науки, культурно-просветительской работы, а также различных областей экономики уже Советского государства. 

## Директоры
- Яков Степанович Сушевский (1881-?);
- Иван Андреевич Пасютевич (?-1898);
- Миропиев Михаил Алексеевич (1898—1902);
- Валентин Васильевич Дубромин (1902—1918)

## Начальники мусульманского отдела
- Мамедбагыр Газызаде;
- Рашид-бей Шахтахтинский;
- Хамид Бей Шахтахтинский;
- Джафар бек Джафарбеков.

## Выпускники
Рашид бек Исмаилов, Габиб бек Салимов, Исмаил бек Шафибеков, Гашим бек Вазиров, Ибрагим Сафи, один из известных художников Турции, также окончил эту семинарию.

## Память
- 29 декабря 2021 года Президент Азербайджана подписал Указ о праздновании 140-летия Ереванской учительской семинарии[4].

## Источник
- Зияддин Магеррамов. Школьное образование и просвещение в Ереване (литературная и культурная среда 1800—1920 гг.). Баку: Нурлан, 2010.